# 阿尔布雷希特·赫勒尔

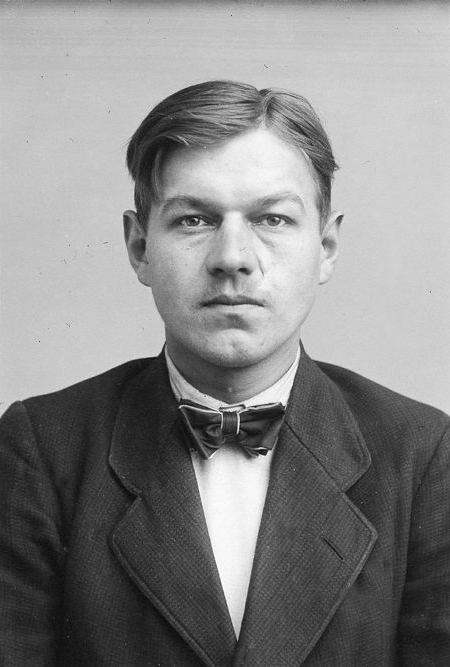
阿尔布雷希特·赫勒尔

阿尔布雷希特·赫勒尔（1898年4月30日 - 1933年9月20日）是一名德国共产党党员，是共产党街头斗殴组织红色阵线战士同盟成员。他曾殺死纳粹党冲锋队在柏林的一位地方领导霍斯特·威塞尔。纳粹党掌权后，赫勒尔被納粹冲锋队带出监狱并处决。